# James Tont operazione D.U.E.
James Tont operazione D.U.E. es una película de parodia del cine de espionaje, de coproducción internacional francesa/italiana de 1966, que parodia las películas de James Bond, en particular Operación Trueno. Dirigida por Bruno Corbucci, la aventura de comedia de espionaje del subgénero Eurospy es la secuela de James Tont operazione U.N.O. (1965) con Lando Buzzanca repitiendo su papel como el agente James Tont, una sátira de James Bond, y Loris Gizzi como el villano que utiliza un monóculo negro con una parodia del supervillano Emilio Largo.
Después de esta película, Corbucci escribió una parodia de Our Man Flint llamada Il vostro super agente Flit (1966), dirigida por Mariano Laurenti.

## Argumento
Después de frustrar una irrupción soviética en la Embajada del Reino Unido en Moscú, el agente del Servicio Secreto de Su Majestad, James Tont, es invitado a hablar en una Convención Internacional de Agentes Secretos en Ginebra, Suiza. Tras leerse las disculpas de James Bond por estar ausente debido a su participación en la Operación Trueno, Tont defiende a los modernos agentes de los «Superhombres del Servicio Secreto» contra la vieja guardia de espías y agentes de inteligencia tradicionales mientras evade simultáneamente varios intentos de asesinato soviéticos durante su discurso. Después de su bien recibido discurso, un niño espía que trabaja con la hermana de Mata Hari, una agente de la Vieja Guardia, hace tropezar a Tont. Tont cae por un tramo de escaleras y sufre una lesión en la pierna que lo lleva a recibir tratamiento en un centro de salud.
Otro paciente presente en el spa de salud es Mr. Spring, el jefe de la corporación internacional de alimentos Magnus. Desconocido el uno para el otro, Spring también es el jefe secreto de una organización criminal. Spring y Tont se convierten en rivales por la atención romántica de la enfermera Clarissa y cada uno intenta herir o matar al otro mientras se dedican a sus tratamientos terapéuticos. Spring parece ser el ganador cuando Tont es encontrado aparentemente muerto congelado dentro de un tanque de aislamiento sensorial en el que lo colocó la enfermera Clarissa.
El Servicio Secreto Británico revive a Tont, que solo ha sido congelado criogénicamente, pero usa su bien publicitada muerte para permitirle infiltrarse en un plan criminal para atacar un centro religioso desconocido en un proyecto llamado Operazione D.U.E. (Operación D.O.S.). La organización también está intentando robar componentes para ensamblar un arma poderosa llamada sincrofasotrón .
Tont viaja a Londres disfrazado de beatnik llamado «Bingo Kowalski» para infiltrarse en un grupo de jóvenes hipsters sospechosos de robar el primer componente del arma. En la discoteca Blue Dolphin, Tont seduce con éxito a Helen, la agente de Spring que ha utilizado a los beatniks para robar el segundo componente del arma. Tont se infiltra aún más en la organización de Spring para tomar la identidad de uno de los agentes de Spring que reemplaza a un astronauta estadounidense. El plan de Spring es que su agente secuestre una cápsula espacial estadounidense lanzada desde Cabo Kennedy que contiene el elemento final necesario para crear el sincrofasertrón.
Usando dispositivos electrónicos avanzados a bordo del yate de Spring, también llamado Blue Dolphin, la cápsula espacial de Tont es derribada para que Spring la recupere. Spring y sus secuaces pasan el tiempo jugando un juego de mesa con temática de James Bond. Identificado por los hombres de Spring, Tont es capturado pero descubre que «Operazione D.U.E.» significa «Destruction Urbi Eterna», la destrucción de la Ciudad Eterna; específicamente el plan de Spring para robar los tesoros del Vaticano y destruir la Basílica de San Pedro.

## Reparto
- Lando Buzzanca como James Tont.
- France Anglade como Helene.
- Loris Gizzi como Mr. Spring.
- Claudie Lange como Clarissa.
- Antonella Murgia como Samantha.
- Jacques Dufilho como «Y».
- Geoffrey Copleston como Jefe del Servicio Secreto.
- Furio Meniconi como el secuaz de Spring.
- Aldo Bonamano como espía de la KGB.
- Mirko Valentín como López.
- Franco Ressel como Jack Clifford, astronauta.
- Enzo Consoli
- Francesco Sormano como presidente del Congreso Internacional de Espías.
- Sara Tonini
- Renato Montalbano como Von Bergen.